# Phyllophaga vazquezae
Phyllophaga vazquezae är en skalbaggsart som beskrevs av Moron 1995. Phyllophaga vazquezae ingår i släktet Phyllophaga och familjen Melolonthidae. Inga underarter finns listade i Catalogue of Life.